# Табунный (Астраханская область)
Табунный — упразднённый посёлок в Наримановском районе Астраханской области России. Входил в состав Волжского сельсовета. Исключен из учётных данных в 1997 г.

## География
Посёлок располагался на юго-западе Астраханской области, в песках Кос-Кызыл, в 20 км (по прямой) к западу от села Волжское, центра сельского поселения.
Климат умеренный, резко континентальный. Характеризуется высокими температурами летом и низкими — зимой, малым количеством осадков, а также большими годовыми и летними суточными амплитудами температуры воздуха.

## История
Посёлок возник как производственное отделение — ферма №3 совхоза «Приволжский». Название Каракульный было присвоено в 1983 году. Исключен из учётных данных законом Астраханского облсобрания от 29 декабря 1997 года № 39.